# Tanandava (Bekily)
Pour les articles homonymes, voir Tanandava.
Tanandava est une commune urbaine malgache située dans la partie nord de la région d'Androy.